# Васильків (зупинний пункт)
Василькі́в — пасажирський залізничний зупинний пункт Шевченківської дирекції Одеської залізниці.
Розташований у селі Васильків Шполянського району Черкаської області на лінії Цвіткове — Багачеве, від станції Шпола 4 км.
На станції зупиняється тільки одна пара приміських поїздів Черкаси — Христинівка — Умань. Решта поїздів зупиняється тільки в Шполі.